# Albumy numer jeden w roku 1976 (USA)
Lista najlepiej sprzedających się albumów w Stanach Zjednoczonych w 1976 tworzona przez magazyn Billboard na podstawie Billboard 200.

## Historia notowania
| Data publikacji | Album                                | Artysta            |
| --------------- | ------------------------------------ | ------------------ |
| 3 stycznia      | Chicago IX - Chicago's Greatest Hits | Chicago            |
| 10 stycznia     | Chicago IX - Chicago's Greatest Hits | Chicago            |
| 17 stycznia     | Gratitude                            | Earth, Wind & Fire |
| 24 stycznia     | Gratitude                            | Earth, Wind & Fire |
| 31 stycznia     | Gratitude                            | Earth, Wind & Fire |
| 7 lutego        | Desire                               | Bob Dylan          |
| 14 lutego       | Desire                               | Bob Dylan          |
| 21 lutego       | Desire                               | Bob Dylan          |
| 28 lutego       | Desire                               | Bob Dylan          |
| 6 marca         | Desire                               | Bob Dylan          |
| 13 marca        | Their Greatest Hits 1971–1975        | Eagles             |
| 20 marca        | Their Greatest Hits 1971–1975        | Eagles             |
| 27 marca        | Their Greatest Hits 1971–1975        | Eagles             |
| 3 kwietnia      | Their Greatest Hits 1971–1975        | Eagles             |
| 10 kwietnia     | Frampton Comes Alive!                | Peter Frampton     |
| 17 kwietnia     | Their Greatest Hits 1971–1975        | Eagles             |
| 24 kwietnia     | Wings at the Speed of Sound          | Wings              |
| 1 maja          | Presence                             | Led Zeppelin       |
| 8 maja          | Presence                             | Led Zeppelin       |
| 15 maja         | Black and Blue                       | The Rolling Stones |
| 22 maja         | Black and Blue                       | The Rolling Stones |
| 29 maja         | Wings at the Speed of Sound          | Wings              |
| 5 czerwca       | Black and Blue                       | The Rolling Stones |
| 12 czerwca      | Black and Blue                       | The Rolling Stones |
| 19 czerwca      | Wings at the Speed of Sound          | Wings              |
| 26 czerwca      | Wings at the Speed of Sound          | Wings              |
| 3 lipca         | Wings at the Speed of Sound          | Wings              |
| 10 lipca        | Wings at the Speed of Sound          | Wings              |
| 17 lipca        | Wings at the Speed of Sound          | Wings              |
| 24 lipca        | Frampton Comes Alive!                | Peter Frampton     |
| 31 lipca        | Breezin'                             | George Benson      |
| 7 sierpnia      | Breezin'                             | George Benson      |
| 14 sierpnia     | Frampton Comes Alive!                | Peter Frampton     |
| 21 sierpnia     | Frampton Comes Alive!                | Peter Frampton     |
| 28 sierpnia     | Frampton Comes Alive!                | Peter Frampton     |
| 4 września      | Fleetwood Mac                        | Fleetwood Mac      |
| 11 września     | Frampton Comes Alive!                | Peter Frampton     |
| 18 września     | Frampton Comes Alive!                | Peter Frampton     |
| 25 września     | Frampton Comes Alive!                | Peter Frampton     |
| 2 października  | Frampton Comes Alive!                | Peter Frampton     |
| 9 października  | Frampton Comes Alive!                | Peter Frampton     |
| 16 października | Songs in the Key of Life             | Stevie Wonder      |
| 23 października | Songs in the Key of Life             | Stevie Wonder      |
| 30 października | Songs in the Key of Life             | Stevie Wonder      |
| 6 listopada     | Songs in the Key of Life             | Stevie Wonder      |
| 13 listopada    | Songs in the Key of Life             | Stevie Wonder      |
| 20 listopada    | Songs in the Key of Life             | Stevie Wonder      |
| 27 listopada    | Songs in the Key of Life             | Stevie Wonder      |
| 4 grudnia       | Songs in the Key of Life             | Stevie Wonder      |
| 11 grudnia      | Songs in the Key of Life             | Stevie Wonder      |
| 18 grudnia      | Songs in the Key of Life             | Stevie Wonder      |
| 25 grudnia      | Songs in the Key of Life             | Stevie Wonder      |